# Стрічка Сакон Іванович
Стрічка Сакон (? — 1833?) народився в селі Березівці Прилуцького повіту на Полтавщині. Перший, разом з батьком, Іваном Стрічкою, кобзар-сліпець, якого помітили українські фольклористи. Це про них захоплено відгукувався Остап Вересай: «А один був Стрічка Іван-кобзар, і у нього був син Сакон-кобзар… Що то за люди були!»
Невідомо, хто з кобзарів, батько чи син, першим розпрощався із світом. Відомо лише, що один з них (найімовірніше Іван) помер чи то 1832, чи 1833 року.